# Leichtathletik-Europameisterschaften 2010/10.000 m der Männer

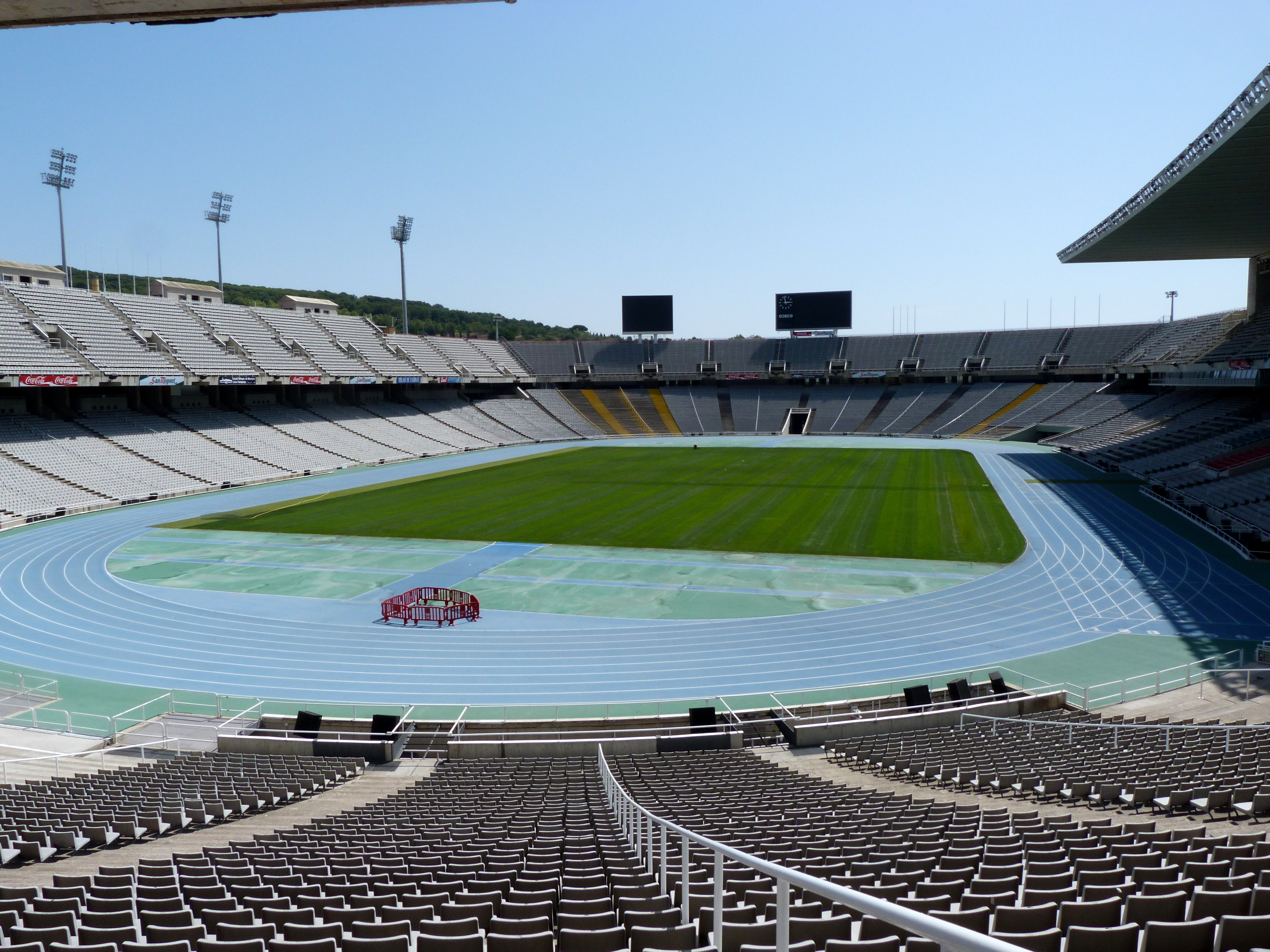
Das Olympiastadion Estadi Olímpic Lluís Companys
Barcelona im Jahr 2012

Der 10.000-Meter-Lauf der Männer bei den Leichtathletik-Europameisterschaften 2010 wurde am 27. Juli 2010 im Olympiastadion Estadi Olímpic Lluís Companys der spanischen Stadt Barcelona ausgetragen.
In diesem Wettbewerb erzielten die britischen Langstreckler einen Doppelsieg. Europameister wurde der EM-Zweite über 5000 Meter von 2006 Mohammed Farah, der hier vier Tage später auf der 5000-Meter-Strecke seinen zweiten Titel errang. Rang zwei belegte Christopher Thompson. Der Italiener Daniele Meucci kam auf den dritten Platz.

## Bestehende Rekorde
| Weltrekord           | 26:17,53 min | Kenenisa Bekele  | Brüssel, Belgien          | 26. August 2005   |
| Europarekord         | 26:52,30 min | Mohammed Mourhit | Stockholm, Schweden       | 3. September 1999 |
| Meisterschaftsrekord | 27:30,99 min | Martti Vainio    | EM Prag, Tschechoslowakei | 29. August 1978   |

Der bestehende EM-Rekord wurde bei diesen Europameisterschaften nicht erreicht. Mit seiner Siegerzeit von 28:24,99 min blieb der britische Europameister Mohammed Farah genau 54 Sekunden über dem Rekord. Zu seinem eigenen Europarekord fehlten ihm 1:32,69 min, zum Weltrekord 2:07,46 min.

## Durchführung
Wie auf der längsten Bahndistanz üblich gab es keine Vorrunde, alle 26 Teilnehmer starteten in einem gemeinsamen Finale.

## Legende
| DNF | Wettkampf nicht beendet (did not finish) |

## Resultat
27. Juli 2010, 21:05 Uhr
| Platz | Name                 | Nation         | Zeit (min) |
| ----- | -------------------- | -------------- | ---------- |
| 1     | Mohammed Farah       | Großbritannien | 28:24,99   |
| 2     | Christopher Thompson | Großbritannien | 28:27,33   |
| 3     | Daniele Meucci       | Italien        | 28:27,33   |
| 4     | Ayad Lamdassem       | Spanien        | 28:34,89   |
| 5     | Carles Castillejo    | Spanien        | 28:49,69   |
| 6     | Christian Belz       | Schweiz        | 28:54,01   |
| 7     | Andrea Lalli         | Italien        | 29:05,20   |
| 8     | Youssef El Kalay     | Portugal       | 29:07,61   |
| 9     | Christian Glatting   | Deutschland    | 29:09,84   |
| 10    | Abdellatif Meftah    | Frankreich     | 29:14,74   |
| 11    | Marcin Chabowski     | Polen          | 29:15,65   |
| 12    | Jan Fitschen         | Deutschland    | 29:16,59   |
| 13    | Jussi Utriainen      | Finnland       | 29:16,87   |
| 14    | Sondre Nordstad Moen | Norwegen       | 29:19,63   |
| 15    | Filmon Ghirmai       | Deutschland    | 29:28,31   |
| 16    | Stsiapan Rahautsou   | Belarus        | 29:40,19   |
| 17    | Matti Räsänen        | Finnland       | 29:45,65   |
| 18    | Pawel Schapowalow    | Russland       | 29:50,02   |
| 19    | José Rocha           | Portugal       | 29:50,41   |
| 20    | Tasama Moogas        | Israel         | 29:50,78   |
| 21    | Marius Ionescu       | Rumänien       | 30:21,76   |
| 22    | Kemal Koyuncu        | Türkei         | 30:28,83   |
| DNF   | Manuel Ángel Penas   | Spanien        |            |
| DNF   | Monder Rizki         | Belgien        |            |
| DNF   | Michael Schmid       | Österreich     |            |
| DNF   | Rui Pedro Silva      | Portugal       |            |

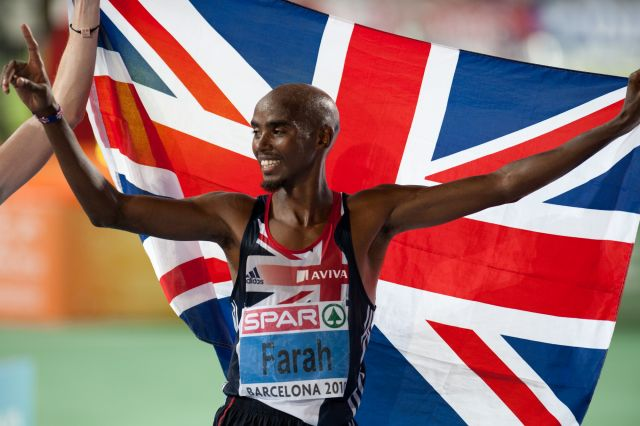
Mo Farah errang seinen ersten von zwei EM-Titeln hier und war in den kommenden Jahren auch auf Weltniveau der dominante Bahn-Langstreckler

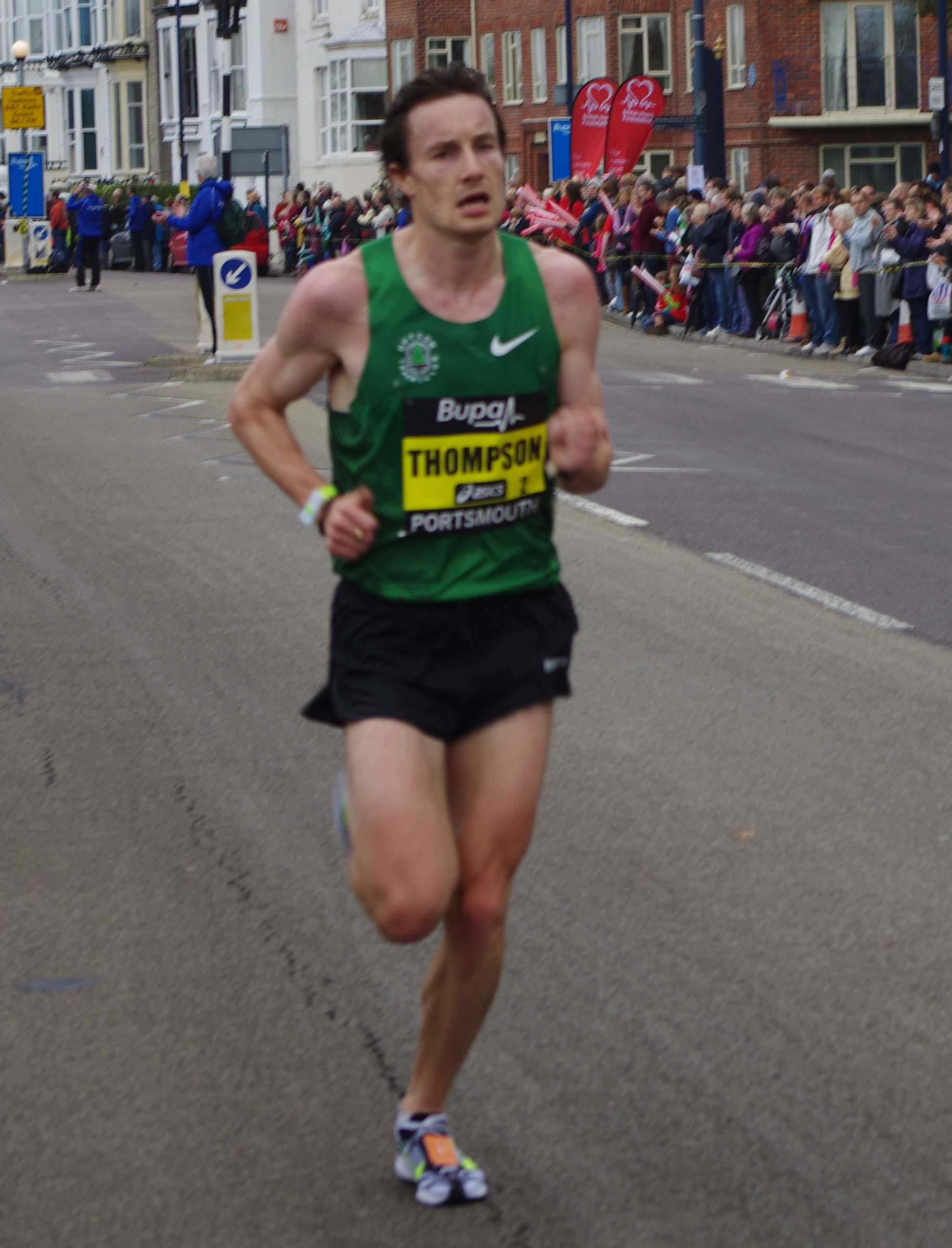
Vizeeuropameister Chris Thompson

Nach langsamem Beginn – Durchgangszeit 5000 Meter 14:38,10 min – konnte sich Mo Farah zusammen mit Ayad Lamdassem absetzen. Kurz vor Schluss sprintete Farah dem Spanier davon. Dieser wurde von Christopher Thompson und Daniele Meucci noch überholt. Meucci und Thompson kamen zeitgleich ins Ziel, Thompson wurde jedoch im Fotofinish vor Meucci gewertet. Somit gab es einen britischen Doppelsieg.
Von 26 Startern erreichten 22 das Ziel.

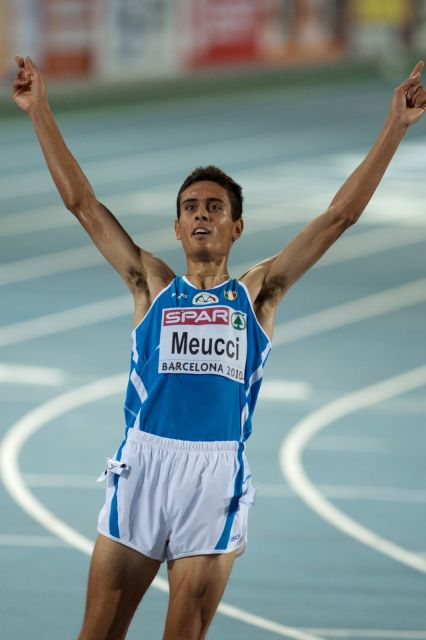
Daniele Meucci – nur um Tausendstelsekunden geschlagener Dritter
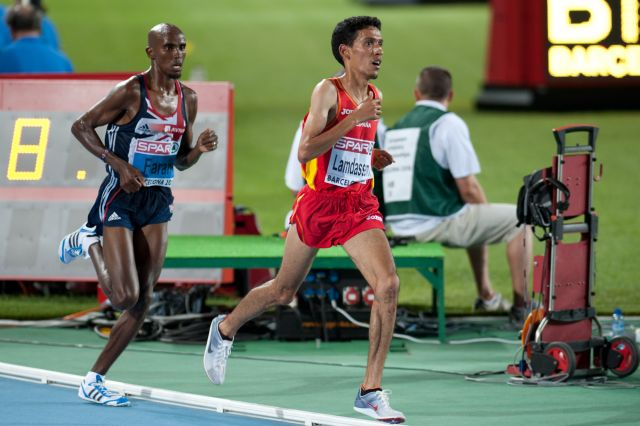
Ayad Lamdassem – hier vor Mo Farah – belegte am Ende Rang vier
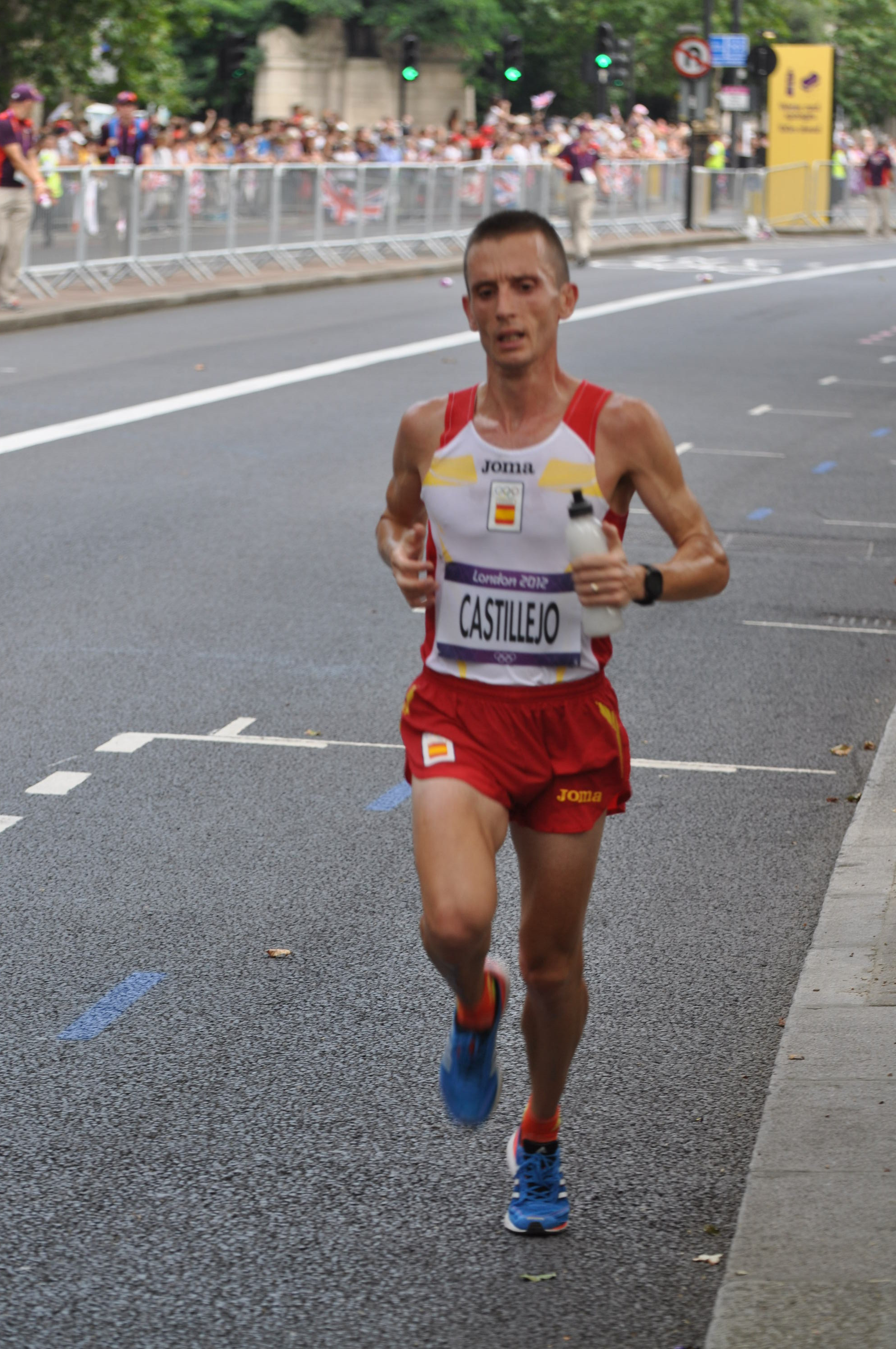
Carles Castillejo wurde Fünfter

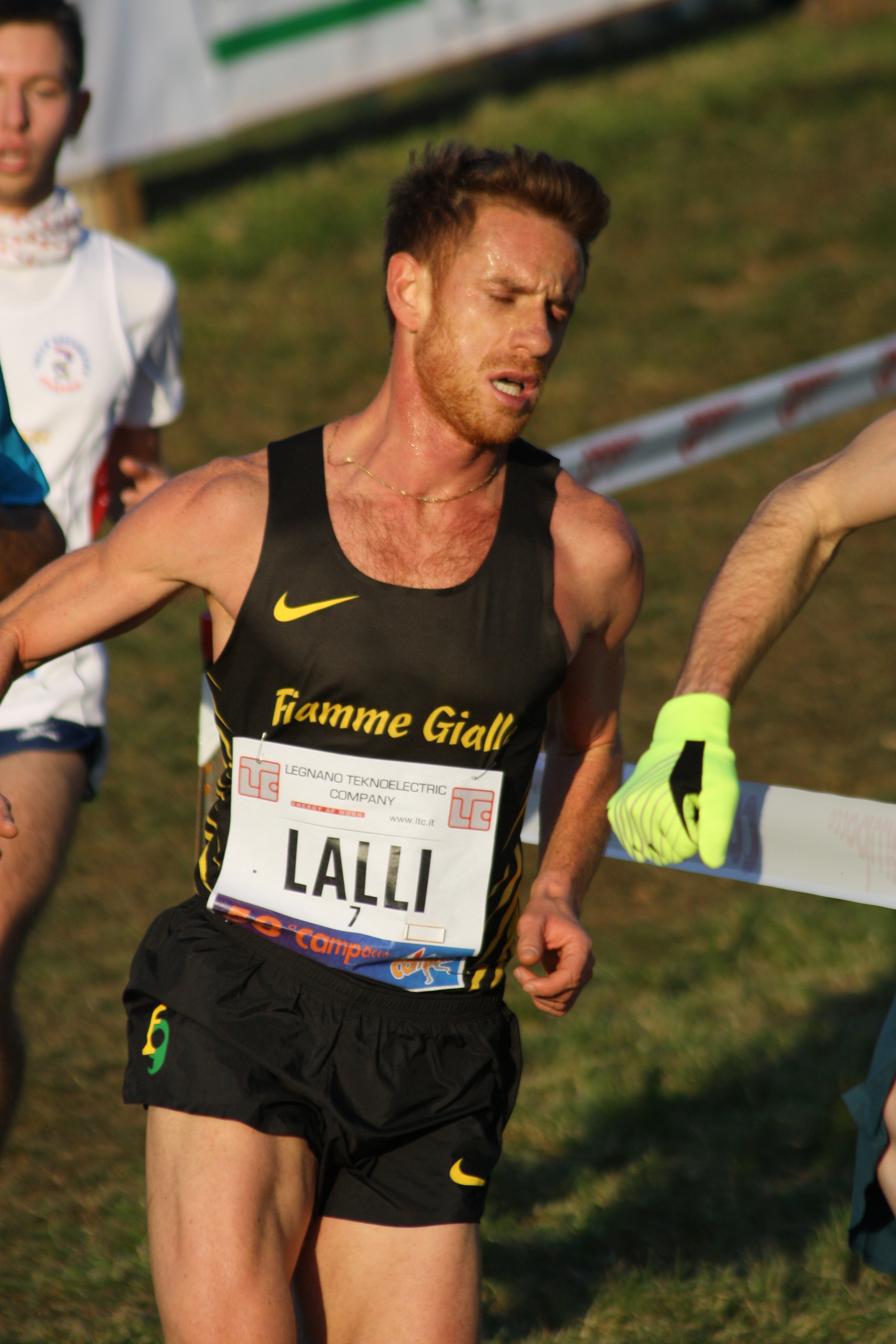
Andrea Lalli erreichte Platz sieben
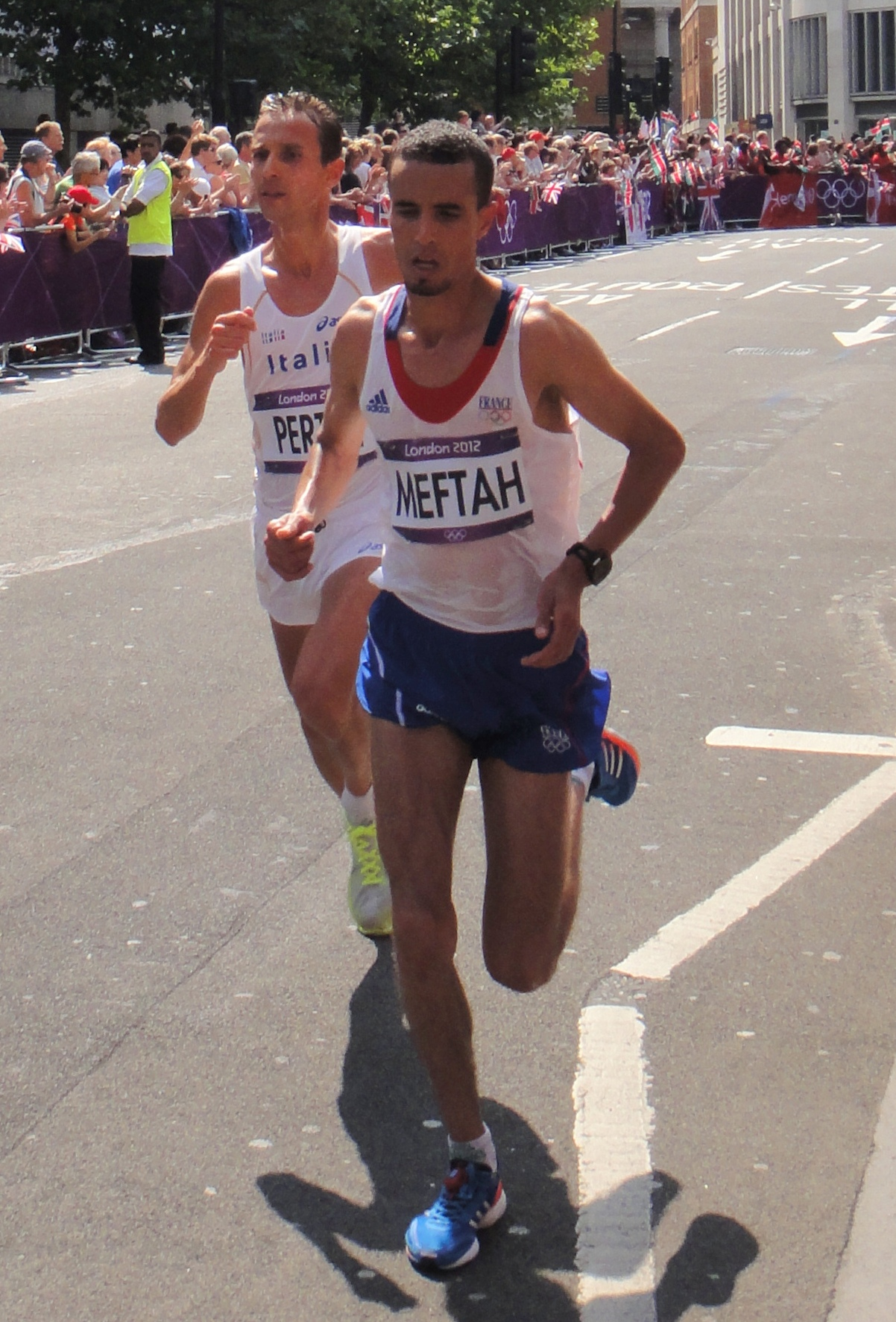
Abdellatif Meftah kam auf den zehnten Platz
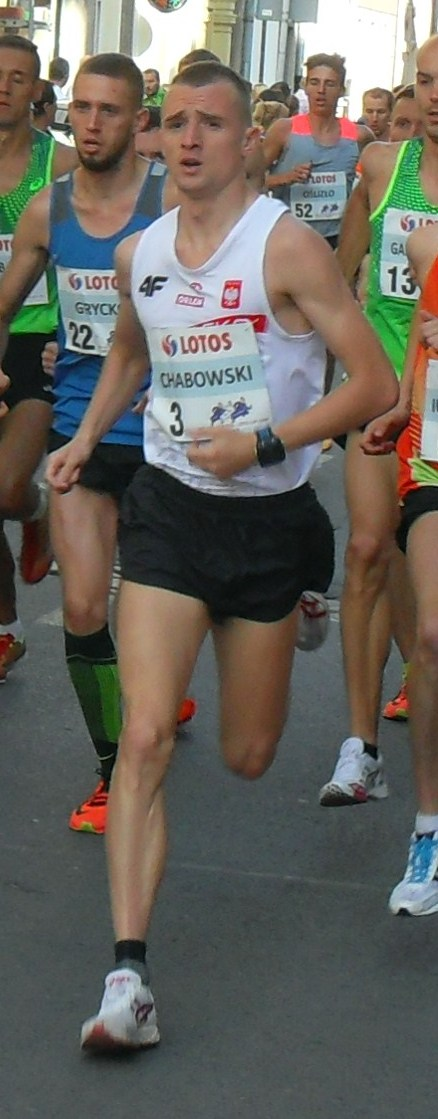
Marcin Chabowski – Rang elf
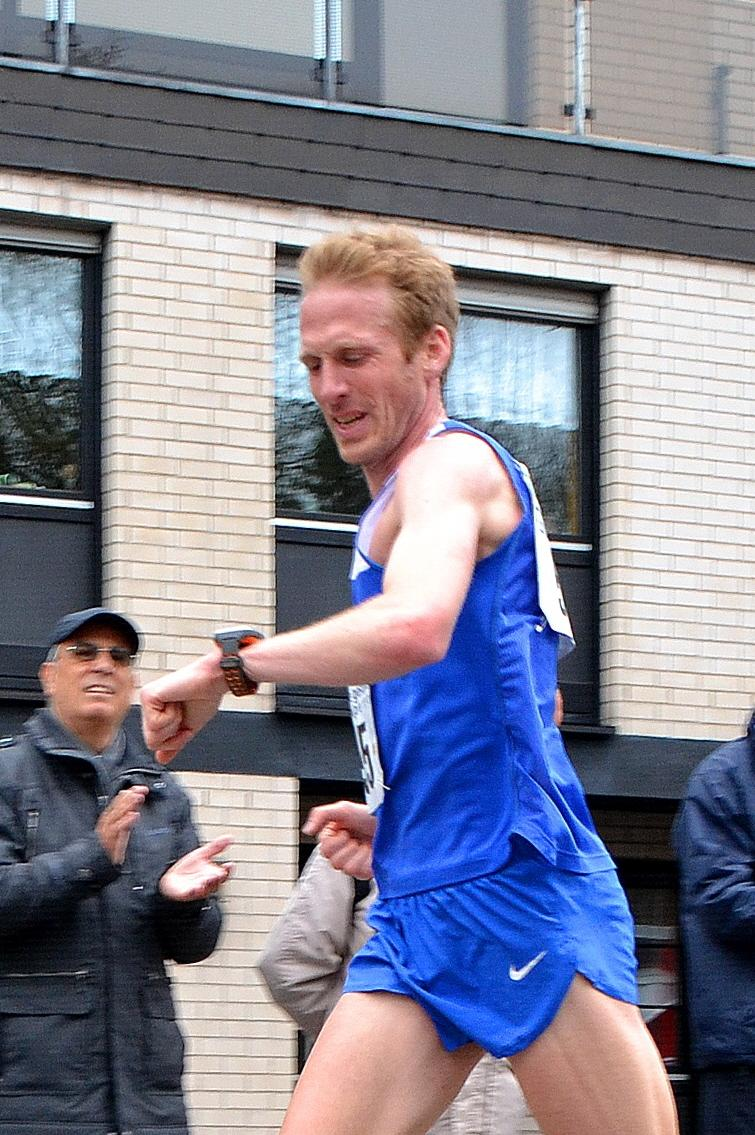
Titelverteidiger Jan Fitschen kam auf den zwölften Rang

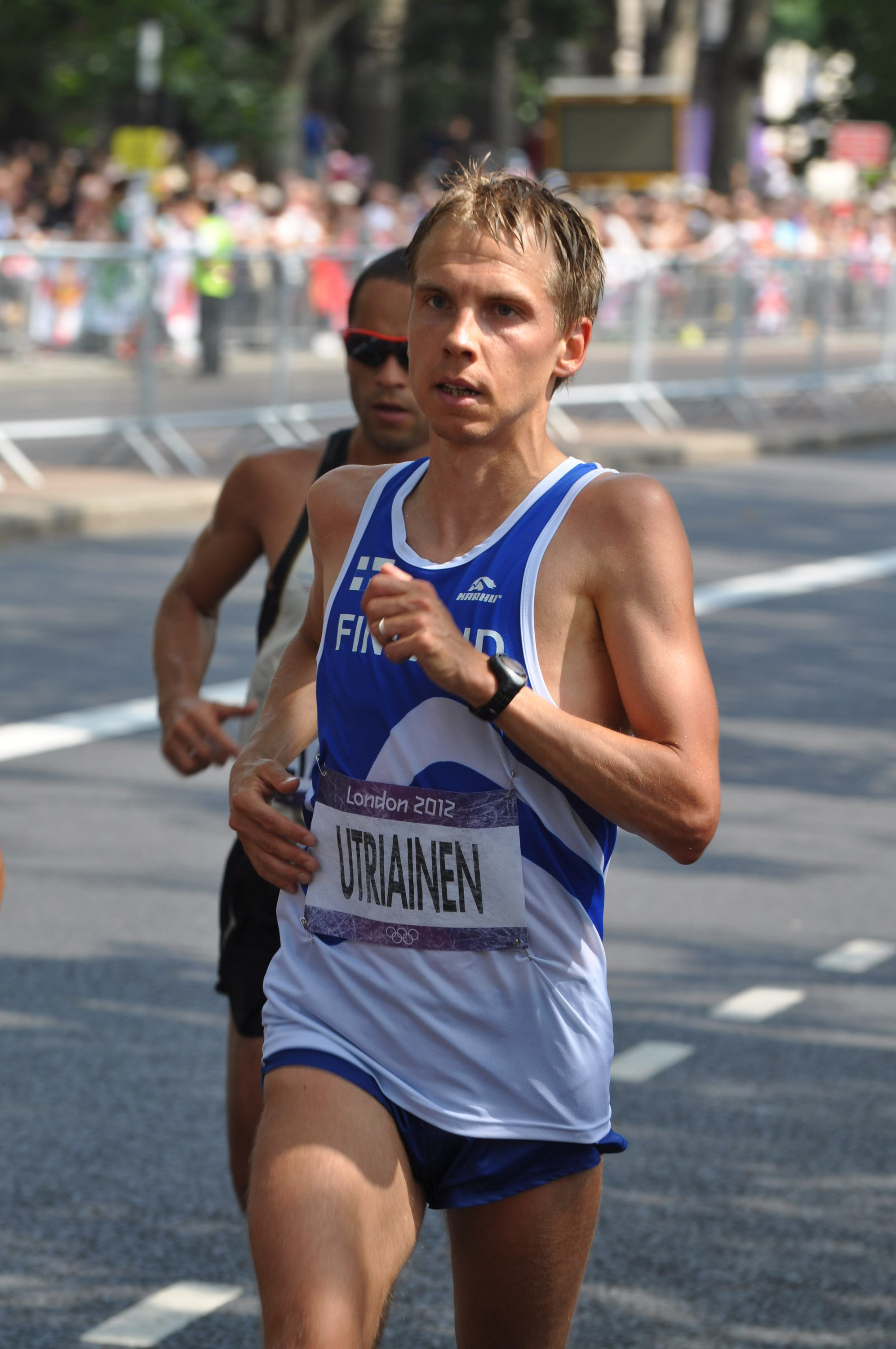
Jussi Utriainen – Platz dreizehn
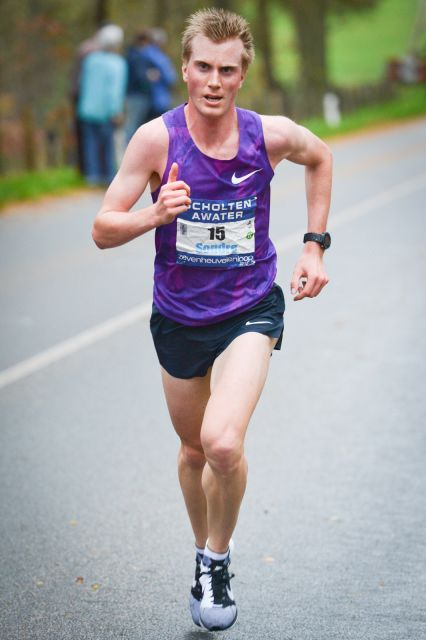
Sondre Nordstad Moen – Vierzehnter
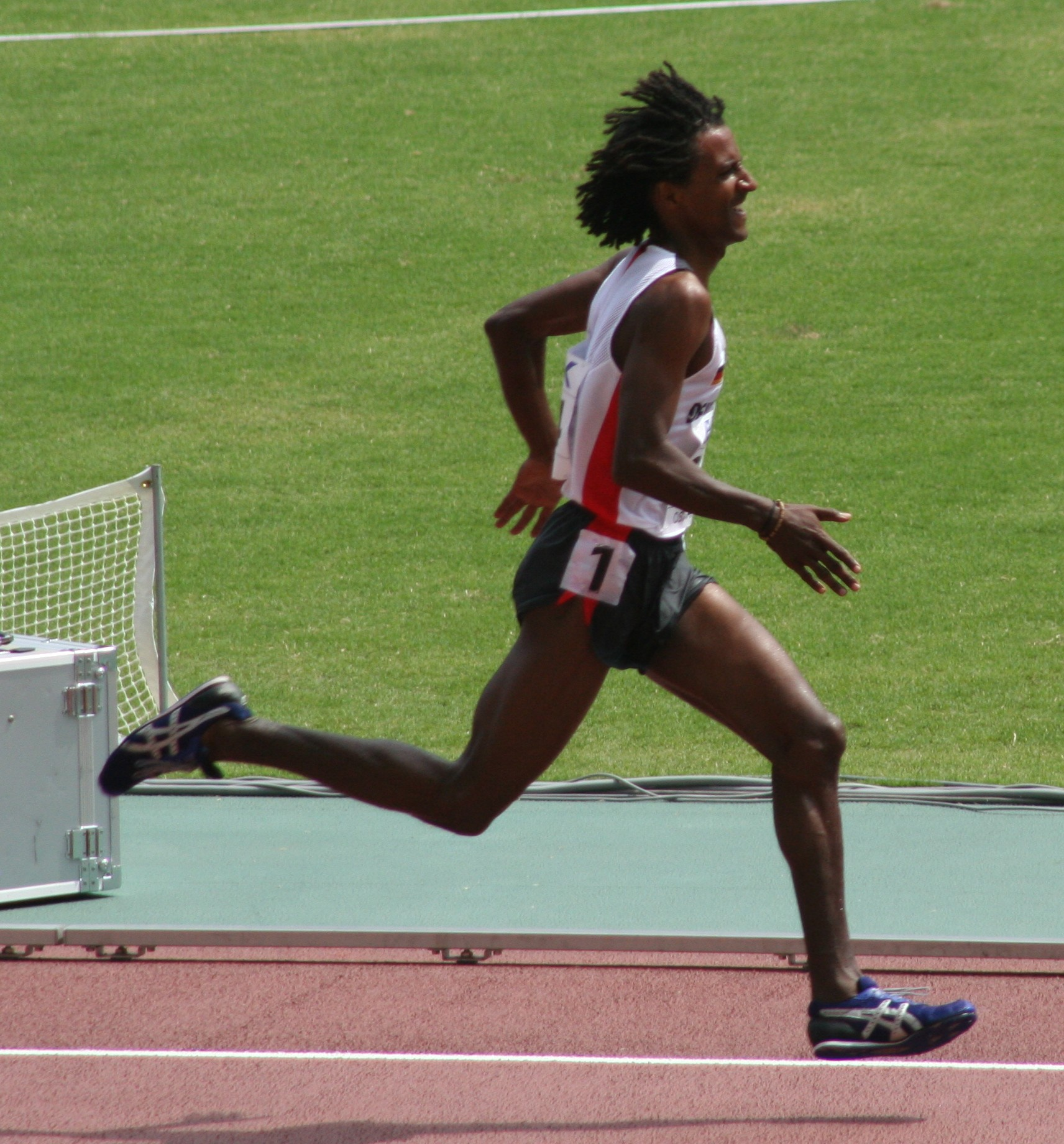
Filmon Ghirmai – Platz fünfzehn

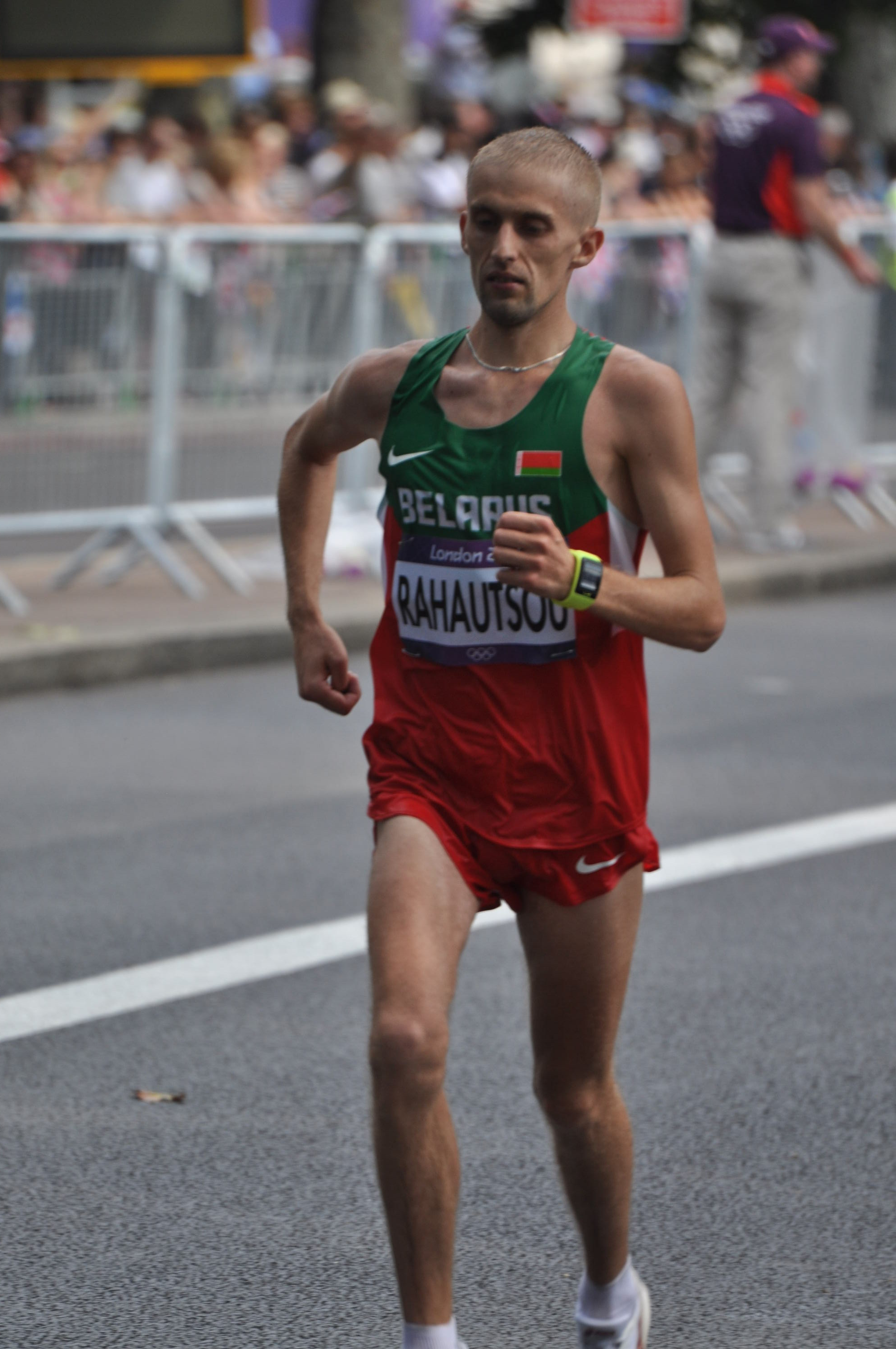
Stsiapan Rahautsou – Rang sechzehn
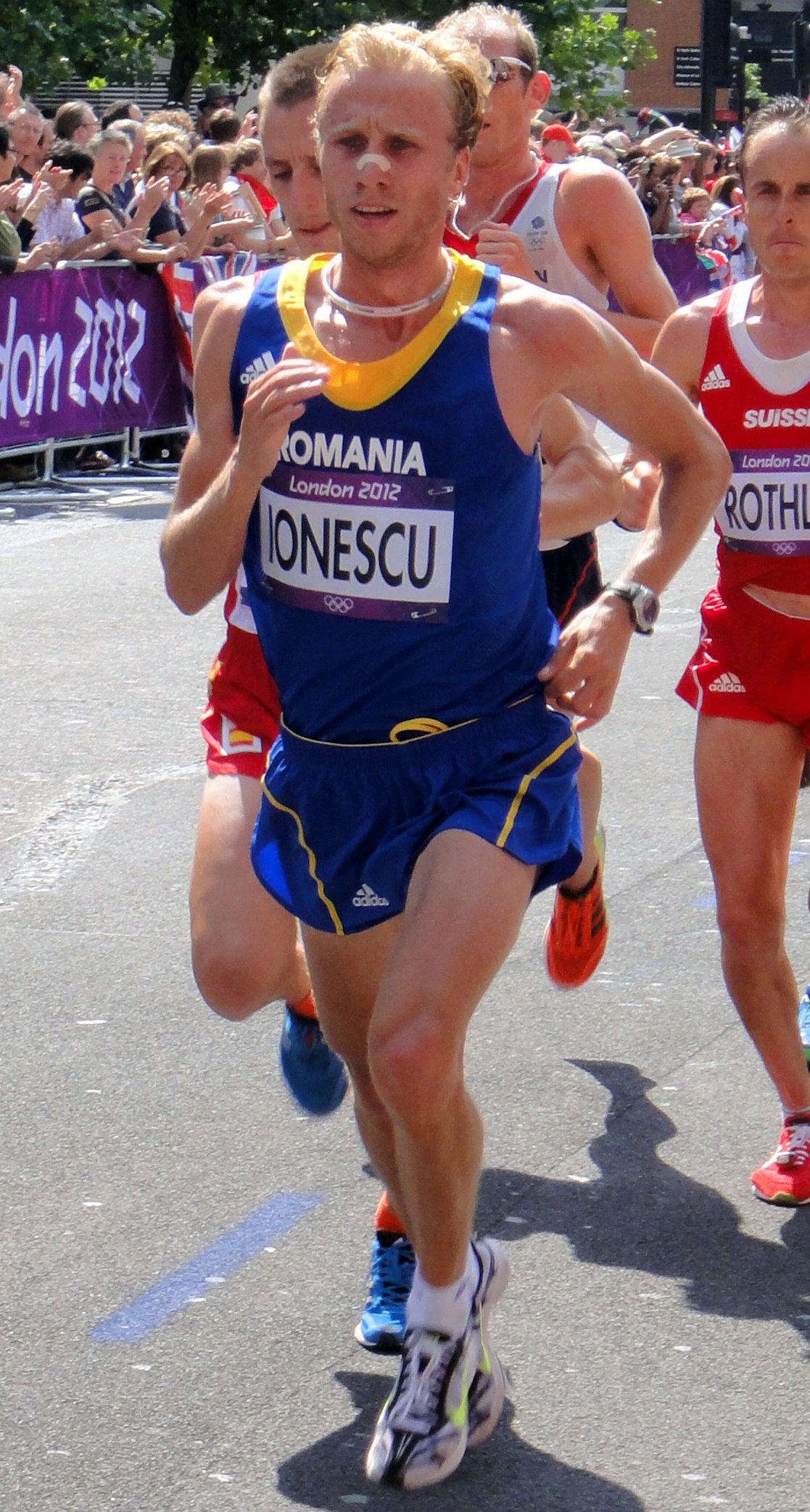
Marius Ionescu – Rang 21
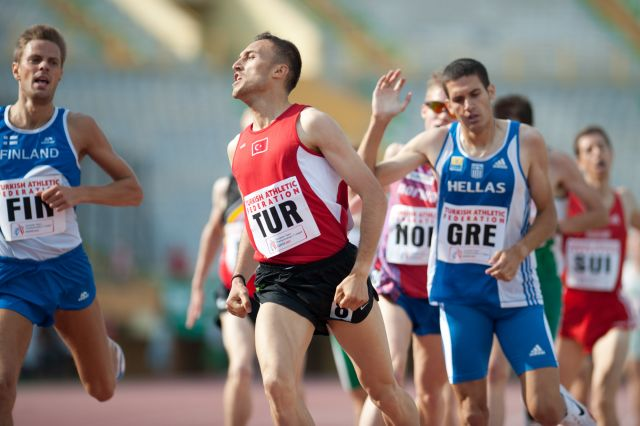
Kemal Koyuncu (rotes Trikot) – Platz 22
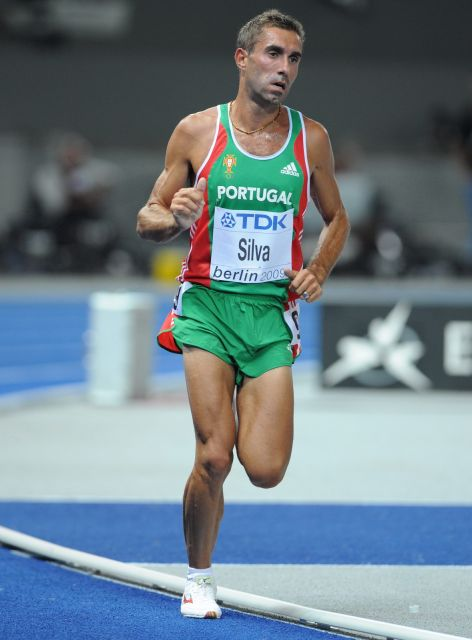
Rui Pedro Silva – nicht im Ziel

## Videolink
- Mo Farah Wins 10000m European Athletics 2010, youtube.com, abgerufen am 12. Februar 2023